# Krijumčarenje dudovog svilca u Bizantsko Carstvo
Sredinom 6. stoljeća, dva redovnika su, uz podršku bizantskog cara Justinijana I., uspješno prokrijumčarili jajašca dudovog svilca u Bizantsko Carstvo, što je dovelo do uspostavljanja samostalne bizantske industrije svile. Dobivanje dudovog svilca iz Kine omogućila je Bizantu stvaranje monopol svile u Europi.

## Pozadina
Svila, koja je prvi put proizvedena u četvrtom tisućljeću pr. Kr. od strane Kineza, bila je vrijedna roba duž Puta svile. Do 1. stoljeća poslije Krista, u Rimskom Carstvu je postojao stalan protok svile. S porastom Sasanidskog Carstva i kasnijim rimsko-perzijskim ratovima, uvoz svile u Europu postaje sve teži i skuplji. Perzijanci su strogo kontrolirali trgovinu na svojem teritoriju i obustavljali trgovinu u ratnim vremenima. Shodno tome, bizantski car Justinijan I. pokušao je stvoriti alternativne trgovačke puteve do Sogdijane, koja je u to vrijeme postala glavni centar za proizvodnju svile: jedan na sjever preko Krima, i jedan na jugu preko Etiopije. Ovi pokušaji su bili neuspješni te su natjerali Justinijana na nove načine dobivanja svile.

## Ekspedicija
Dva neidentificirana redovnika (najvjerojatnije Nestorijanci) koji su propovjedali kršćanstvo u Indiji krenuli su u Kinu oko 551. godine. Dok su bili u Kini, promatrali su složene metode za uzgajanje dudovog svilca i proizvodnju svile. Ovo je bilo ključno razvoju, jer su Bizantinci prethodno mislili da se svila pravi u Indiji. 552. godine, dva redovnika su potražili Justinijana I. U zamjenu za njegova velikodušna, ali nepoznata obećanja, redovnici su pristali na krijumčarenje dudovog svilca iz Kine. Najvjerojatnije su putovali sjevernim putem duž Crnog mora, koji ih je vodio preko Zakavkazja i Kaspijskog mora.
S obzirom na to da su odrasli dudovi svilci prilično krhki te da se moraju konstantno držati na idealnoj temperaturi kako ne bi uginuli, oni su iskoristili svoje kontakte u Sogdijani kako bi krijumčarili jajašca dudovog svilca ili vrlo mlade ličinke umjesto njih, koje su sakrivali u svojim bambusovim štapovima. Grmlje duda (murve) koje je bilo potrebno za hranjenje dudovog svilca, dani su redovnicima ili su ga Bizantinci sami već ranije nabavili. Sve u svemu, smatra se da je čitava ekspedicija trajala dvije godine.

## Utjecaj
Ubrzo nakon ekspedicije stvorene su tvornice svile u Carigradu, Bejrutu, Antiohiji, Tiru i Tebi. Dobiveni dudovi svilci dozvolili su Bizantsku Carstvu da ima monopol nad svilom u Europi. Bizantski monopol nad svilom je također razbio kineske i perzijske svilene monopole. Monopol koji je rezultirao bio je temelj za bizantsku ekonomiju u narednih 650 godina, sve do njene propasti 1204. godine. Svilena odjeća, naročito ona koja je bila obojena u carsku purpurnu boju, gotovo uvijek je bila rezervirana za bizantsku elitu, a njeno nošenje je bilo kodificirano zakonom o simpturi. Proizvodnja svile u području oko Carigrada, posebno u Trakiji u sjevernoj Grčkoj, nastavlja se i do danas.